# Erika Salumäe
Erika Salumäe (Pärnu, 11 giugno 1962) è un'ex pistard estone, campionessa olimpica di velocità nel 1988 (in rappresentanza dell'Unione Sovietica) a Seul e nel 1992 a Barcellona.

## Carriera
Ha vinto due medaglie d'oro olimpiche nel ciclismo su pista, entrambe nella gara di velocità, nel 1988 ai Giochi olimpici di Seul, in rappresentanza dell'Unione Sovietica, e nel 1992 ai Giochi olimpici di Barcellona, come rappresentante dell'Estonia, diventando la prima donna estone a vincere una medaglia olimpica dopo l'indipendenza del Paese.
Ai campionati del mondo ha conquistato invece due medaglie d'oro (1987 e 1989), due d'argento (1984 e 1986) e una di bronzo (1995), sempre nella velocità.